# Ольшанський Костянтин Федорович
Костянти́н Фе́дорович Ольша́нський (нар. 8 (21) травня 1915, Приколотне — пом. 27 березня 1944, Миколаїв, Українська РСР) — Герой Радянського Союзу (1945, посмертно), в роки радянсько-німецької війни командир роти автоматників 384-го окремого батальйону морської піхоти Одеської військово-морської бази Чорноморського флоту, старший лейтенант.

## Біографія
Народився 8 (21 травня) 1915 року в селі Приколотне (нині селище міського типу Великобурлуцького району Харківської області України, в сім'ї службовця. Українець. Закінчив 10 класів. Працював автослюсарем.
У Військово-морському Флоті з 1936 року. Служив на Чорному морі: у школі Навчального загону Чорноморського флоту, після закінчення якої, залишений в ній викладачем. У 1941 році закінчив курси молодших лейтенантів. Член ВКП(б) з 1942 року. Учасник радянсько-німецької війни з 1941 року.

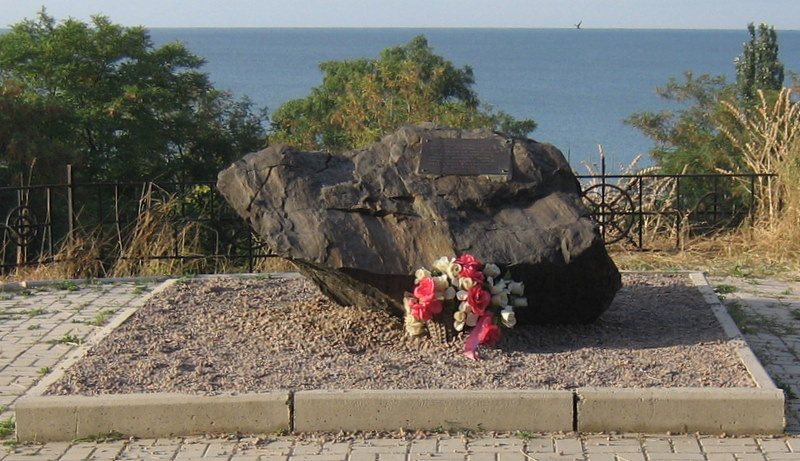
Пам'ятний камінь на місці висадки десанту під командуванням Костянтина Ольшанського в селі Юр'ївці

Пам'ятник у Мангуші на Алеї Слави

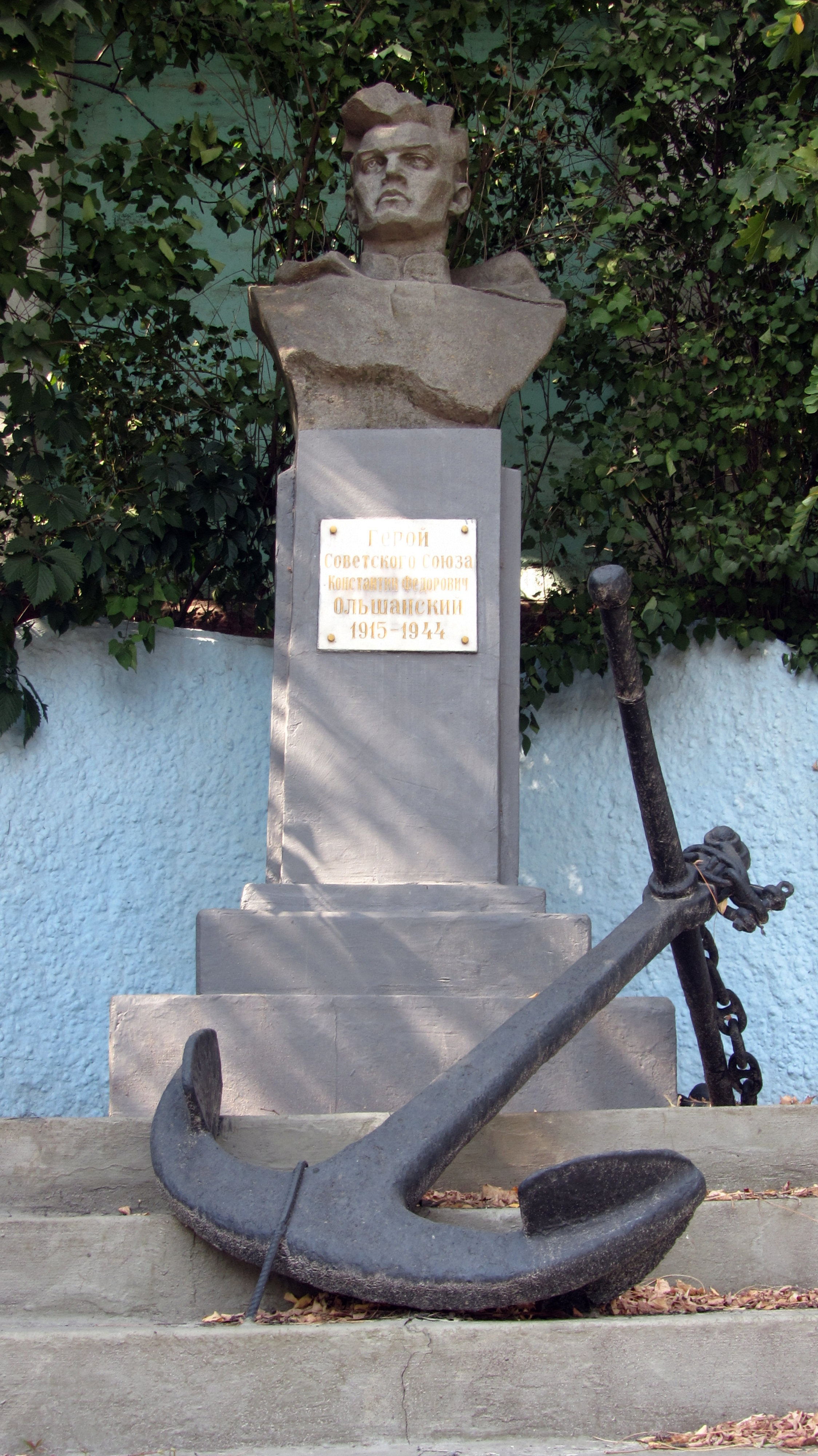
Пам'ятник у морському порту Миколаєва

Обороняв місто Севастополь. Потім був направлений в електромеханічну школу, — готувати фахівців для флоту. На початку 1943 року він — командир роти автоматників 384-го окремого батальйону морської піхоти Чорноморського флоту. Брав участь в обороні міста Єйська. При відвоюванні міста Таганрога (30 серпня 1943 року) — начальник штабу десантного загону, а при відвоюванні міста Маріуполя (10 вересня 1943 року) — командир 1-го десантного загону.
У ніч на 26 березня 1944 року на чолі десантного загону, що складався з моряків-добровольців, саперів, зв'язківців і провідника, висадився в тил противника в районі села Ковалівка, звідки був здійснений марш-кидок в порт міста Миколаєва.
Зайнявши декілька будівель порту і пристосувавши їх до оборони, загін дві доби до підходу своїх військ вів бій, відбивши вісімнадцять запеклих атак противника.
Старший лейтенант Костянтин Ольшанський поліг смертю хоробрих у бою 27 березня 1944 року.
Похований у братській могилі в місті Миколаїв у сквері 68-ми десантників.

## Нагороди
Указом Президії Верховної Ради СРСР від 20 квітня 1945 року за мужність і героїзм, проявлені в боях з німецько-фашистськими загарбниками, старшому лейтенантові Ольшанському Костянтину Федоровичу посмертно присвоєно звання Героя Радянського Союзу, як і 55-и полеглим і живим десантникам його загону.
Нагороджений орденом Леніна, орденами Олександра Невського, Червоної Зірки.

## Вшанування пам'яті
Герой Радянського Союзу К. Ф. Ольшанський навіки зарахований до списків військової частини. 
У місті Миколаєві відкритий Народний музей бойової слави моряків-десантників, споруджений пам'ятник, на їх честь названа вулиця. 
Бюсти Героя встановлені у середній школі в селищі Приколотне, на території морського порту в Миколаєві. 
Його ім'я носить великий десантний корабель Військово-Морських Сил України, судно Міністерства рибного господарства СРСР і вулиця в селищі Мала Корениха Миколаївської області України. На його честь названо селище міського типу Миколаївського району Миколаївської області — Ольшанське. На честь К.Ольшанського перейменований рибколгосп ім. Ворошилова у селищі Жовтневе Миколаївської обл. Одна з вулиць Корабельного району міста Миколаєва названа на честь Ольшанців-десантників. 
Ім'я Героя — на Дошці пам'яті в Музеї Чорноморського флоту в Севастополі. 
Його ім'ям названа мала планета 2310 Olshaniya. 
З 1970 року проводяться всесоюзні турніри з боксу пам'яті 68 моряків-десантників. З 1998 року цей турнір набув міжнародного статусу. Одним з його ініціаторів був Олег Григор'єв.